# The Gilded Age
The Gilded Age is een Amerikaans kostuumdrama gecreëerd door Julian Fellowes voor HBO dat zich afspeelt in het New York van de jaren 1880, de zogenaamde Gilded Age. De serie ging in première op 24 januari 2022.

## Verhaal
In 1882 wordt tegenover het huis van de familie Van Rhijn een grote villa gebouwd, waar de familie Russell haar intrek neemt. De familie Van Rhijn is 'oud geld' en kijkt neer op de familie Russell, die nouveau riche is. De pogingen van Bertha Russell om geaccepteerd te worden binnen de belangrijke kringen van de stad mislukken in eerste instantie, maar na enige jaren speelt ze een vooraanstaande rol. Ontwikkelingen in de stad die in de serie naar voren komen zijn de introductie van het elektrische licht door Thomas Edison, de start van de eerste Amerikaanse tak van het Rode Kruis en de opening van de Brooklyn Bridge op 24 mei 1883.

## Rolverdeling
- Carrie Coon als Bertha Russell
- Morgan Spector als George Russell
- Louisa Jacobson als Marian Brook
- Denée Benton als Peggy Scott
- Taissa Farmiga als Gladys Russell
- Harry Richardson als Larry Russell
- Blake Ritson als Oscar van Rhijn
- Thomas Cocquerel als Tom Raikes
- Simon Jones als Bannister
- Jack Gilpin als Church
- Cynthia Nixon als Ada Brook
- Christine Baranski als Agnes van Rhijn